# Hái sao cho em
Hái sao cho em (tiếng Hàn: 별을 따다줘; Romaja: Byeoreul Ttadajwo) là một bộ phim truyền hình Hàn Quốc 2010 được chiếu trên SBS.

## Phân vai
Gia đình họ Jin
- Choi Jung-won vai Jin Pal-gang
- Park Ji-bin vai Jin Joo-hwang
- Kim Yoo-ri vai Jin No-rang
- Joo Ji-won vai Jin Cho-rok
- Chun Bo-geun vai Jin Pa-rang
- Lee Young-bum vai Jin Sae-yoon
- Yu Ji-in vai Na Joo-soon

Gia đình họ Won
- Kim Ji-hoon vai Won Kang-ha
- Shin Dong-wook vai Won Joon-ha
- Lee Kyun vai Woo Tae-gyu

Gia đình họ Jung
- Chae Young-in vai Jung Jae-young
- Lee Soon-jae vai Jung Gook
- Kim Gyu-chul vai Jung In-goo
- Jung Ae-ri vai Lee Min-kyung

Phân vai khác
- Lee Doo-il vai Kim Jang-soo
- Park Hyun-sook vai Han Jin-joo
- Kim Ji-young vai Choi Eun-mal